# 沙河水库 (枣阳)
沙河水库是中国湖北省襄阳市枣阳市境内的一座水库，位于沙河主流上，建于1959年。水库正常库容为5059万立方米，集雨面积为125平方千米，海拔为171.3米。